# CATOBAR

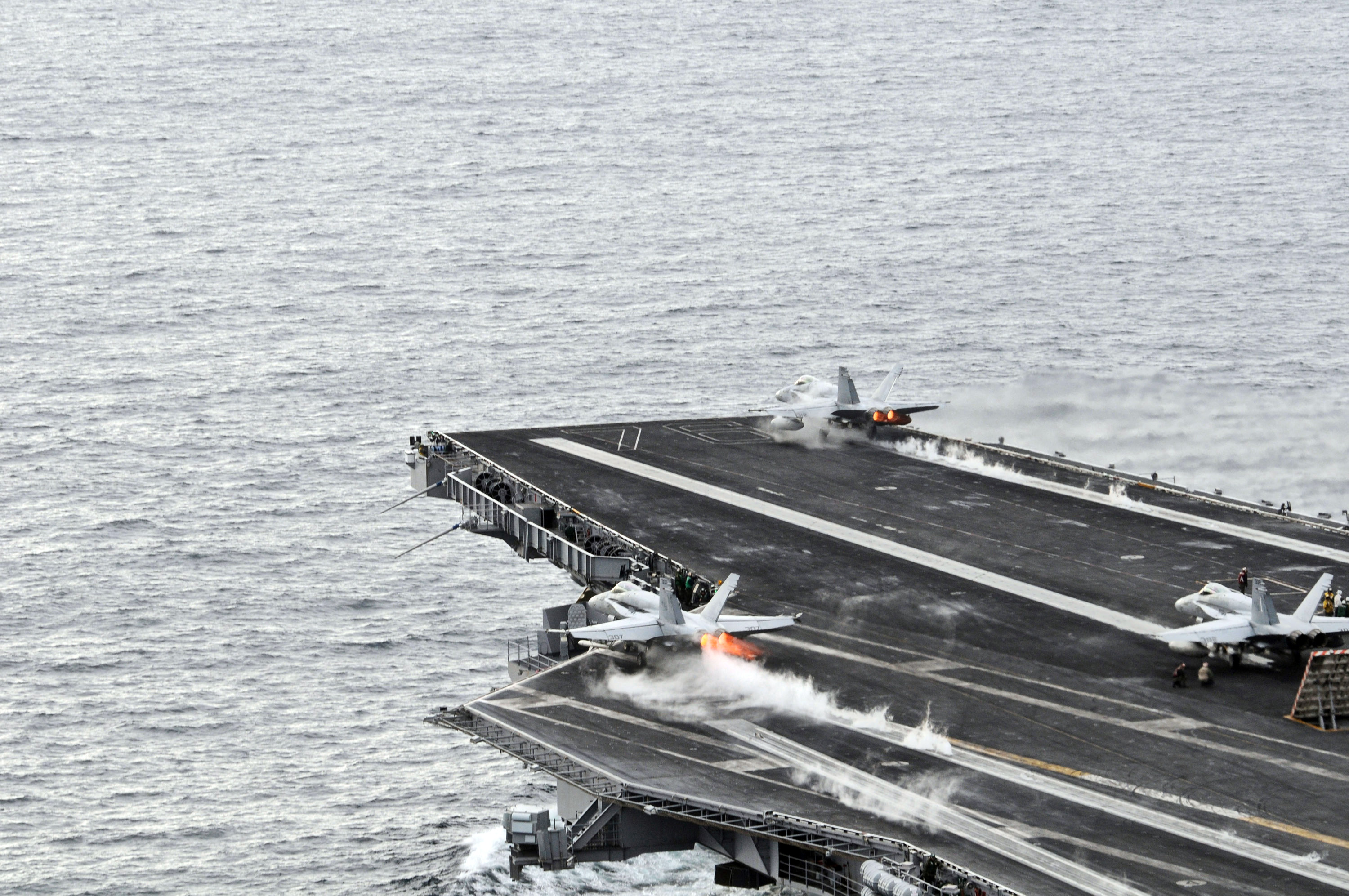
アメリカ海軍「ロナルド・レーガン」のカタパルトを使い2機同時に発進するF/A-18C

CATOBAR（英語: Catapult Assisted Take Off But Arrested RecoveryあるいはCatapult Assisted Take-Off Barrier Arrested Recovery、キャトーバー）は、航空母艦での航空機（艦上機）の離着艦方法の一形式。発艦装置としてカタパルト、着艦装置としてアレスティング・ギアを使用する。

## 概要
ジェット機のように大重量のCTOL機を航空母艦の艦上機として運用する場合、発艦・着艦ともに補助が必要になる。このうち、発艦装置としてカタパルトを使用する方式をCATOBARと称する。一方、着艦する際の制動にはアレスティング・ギアを使うことになり、このときアレスティング・ワイヤーに引っ掛けるため、航空機の側にはアレスティング・フックが装備される。
CATOBAR方式での運用は必ずしも航空母艦に限られるわけではない。事故などの非常時や、急造飛行場で滑走路が短い場合には、地上でもアレスティング・ギアを用いた着陸が行われることもある。アメリカ海兵隊では、短時間で移設可能なMOREST (Mobile arresting gear) を装備化しており、前線近くにSATO (Short Airfield for Tactical Support) を設営して、作戦機をMORESTにより着陸させてJATOにより離陸させる運用を構想していたが、ベトナム戦争時に設営されたチュライ飛行場 (Chu Lai Air Base) では、後に舗装滑走路が完成するまではカタパルトも設置されており、陸上ながらCATOBAR運用が行われた。

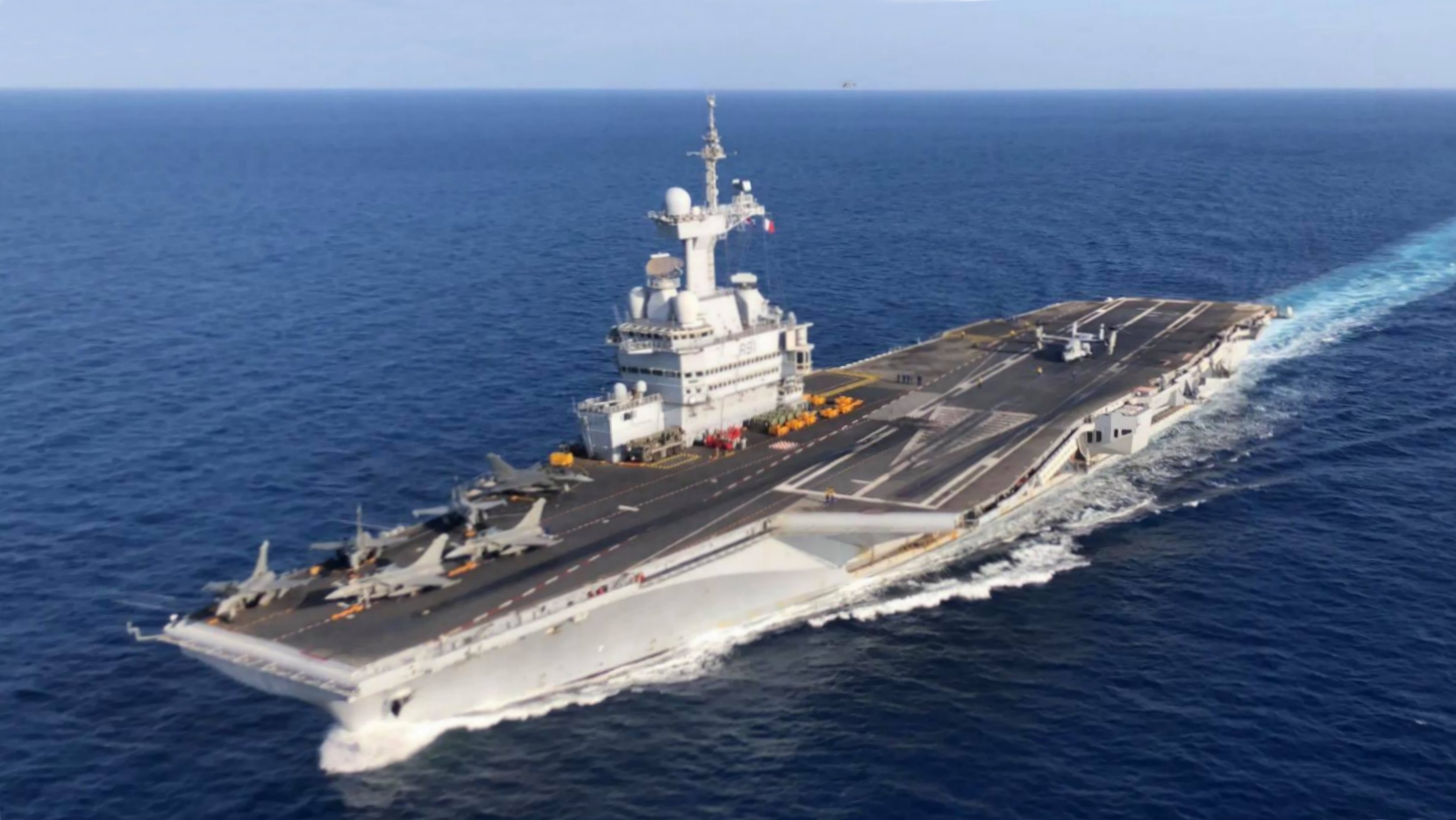
空母「シャルル・ド・ゴール」。小型ながらCATOBAR方式に対応する。
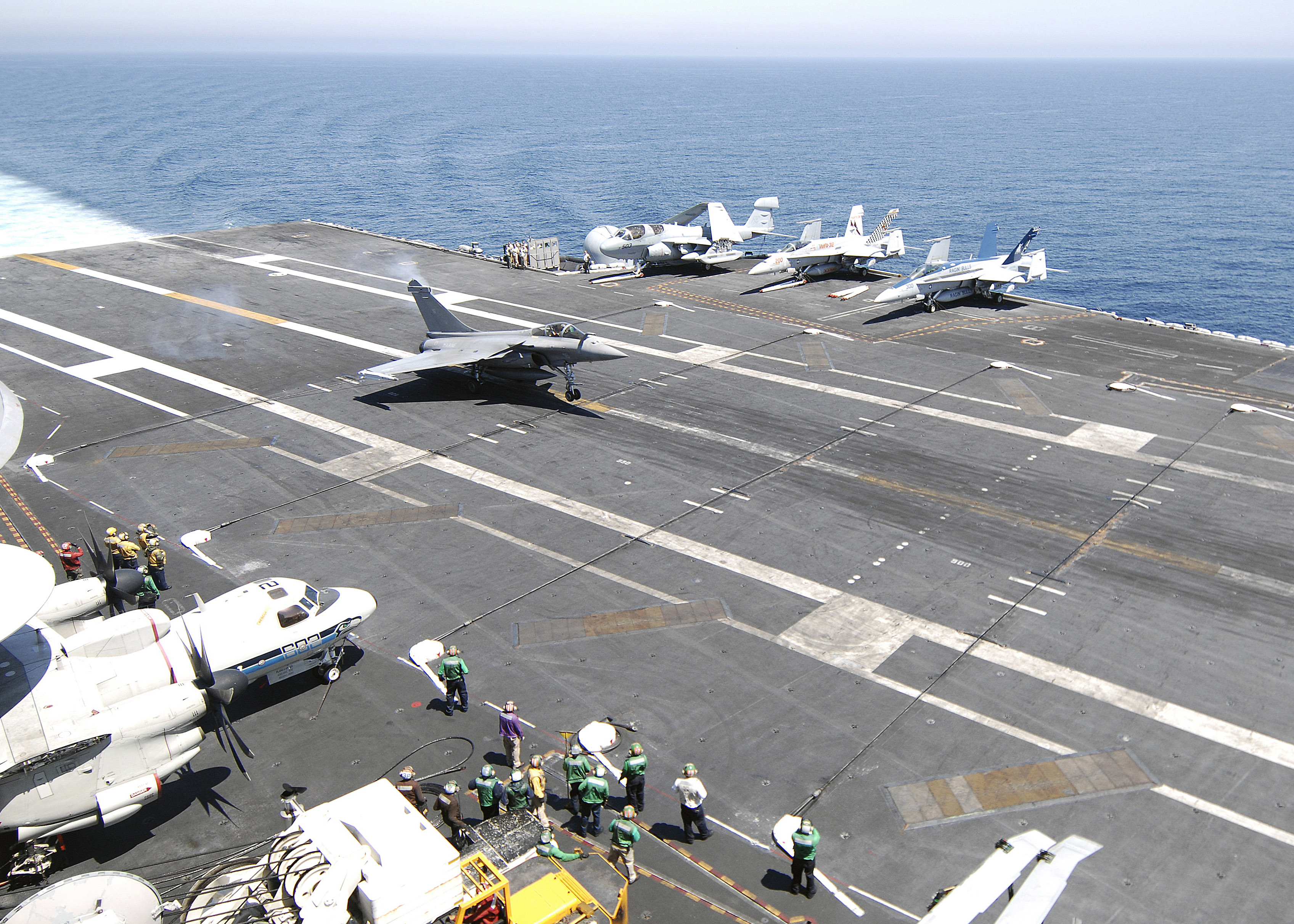
アメリカ海軍「ハリー・S・トルーマン」に着艦するラファール
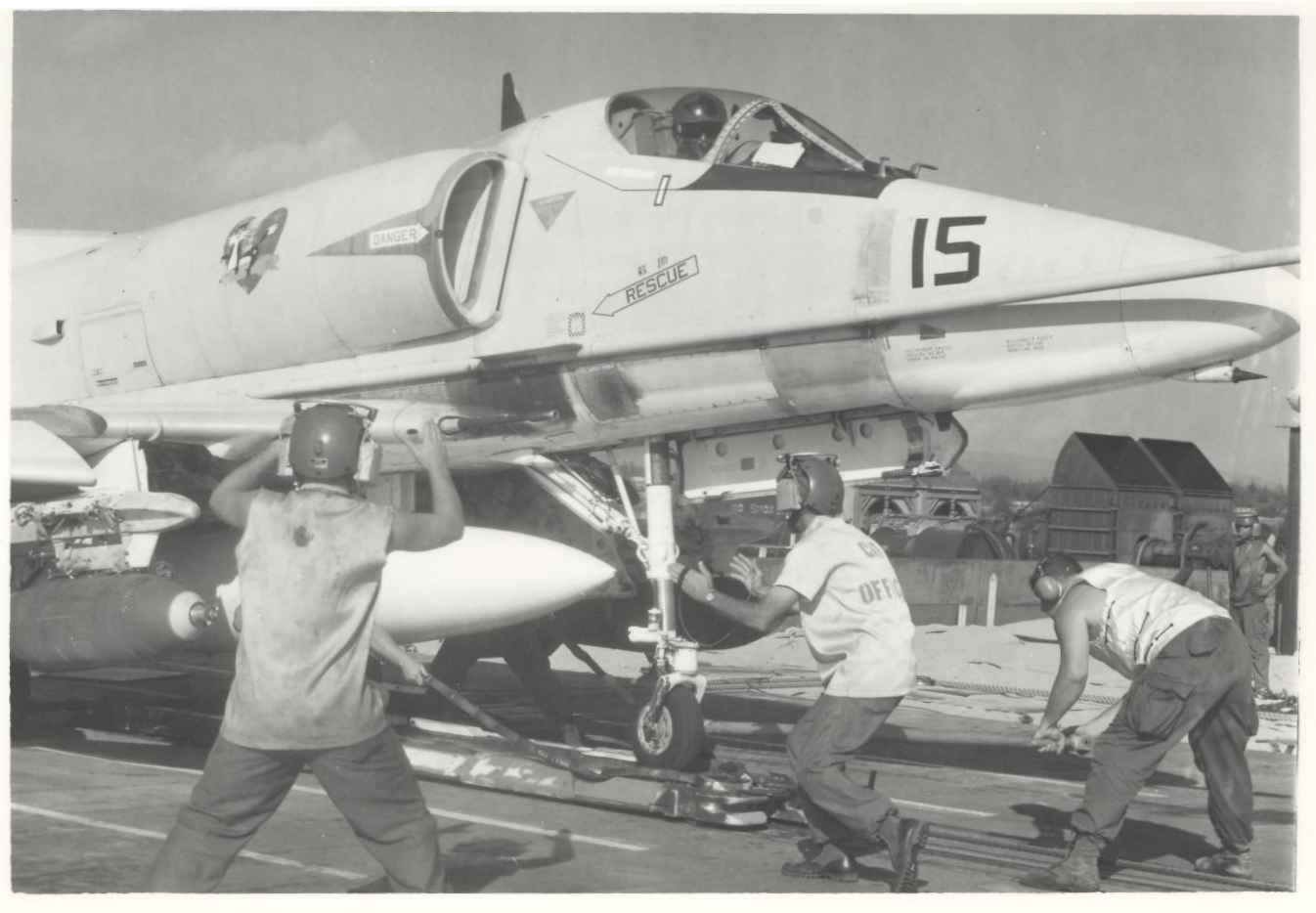
チュライ飛行場でカタパルト発進を準備する海兵隊のA-4
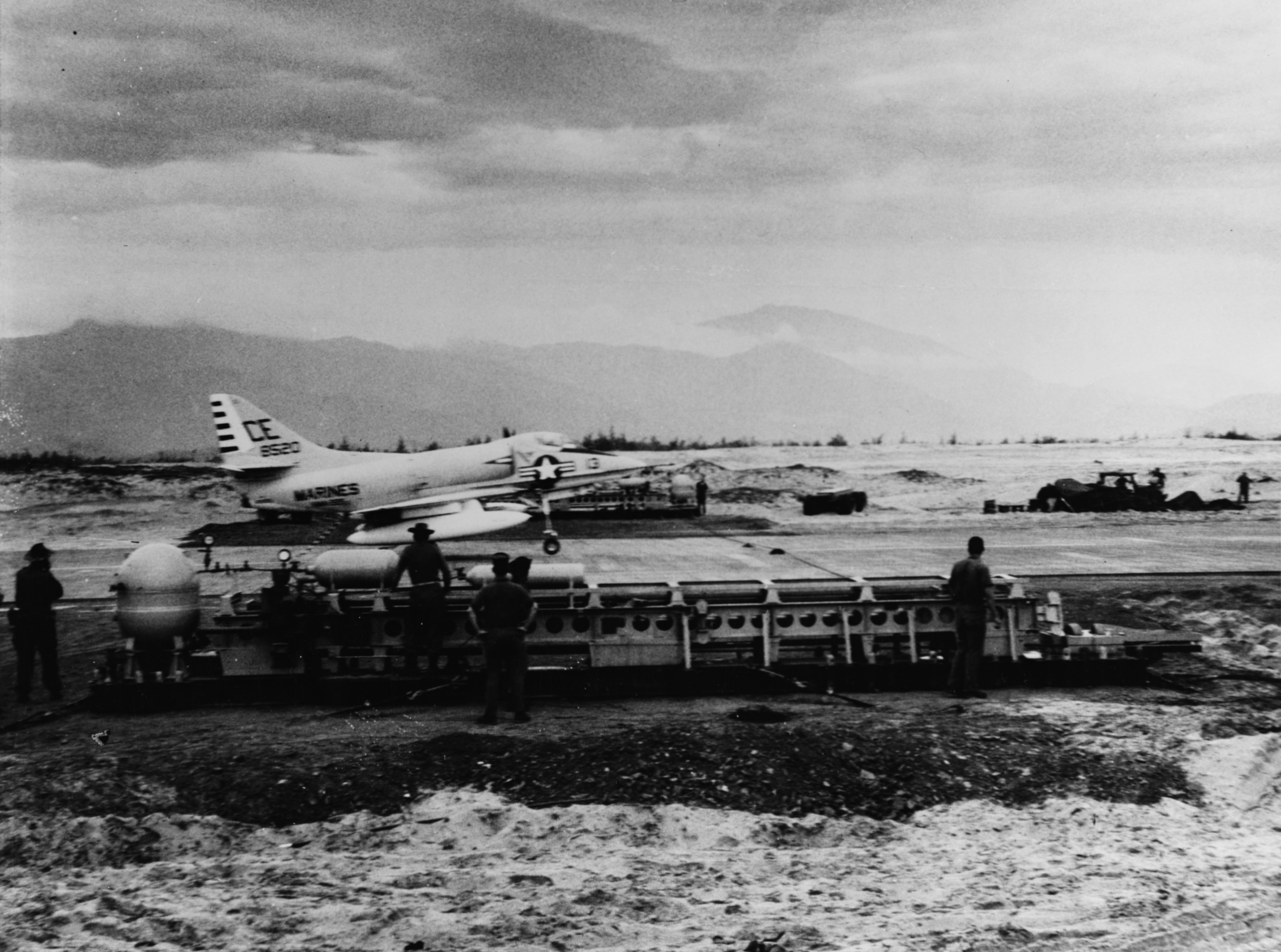
チュライ飛行場でフックランディングする海兵隊のA-4